# У̃
U với dấu ngã (У̃ у̃; in nghiêng: У̃ у̃) là một chữ cái trong bảng chữ cái Kirin.
У̃ được sử dụng trong tiếng Khinalug đại diện cho nguyên âm tròn môi sau đóng được nguyên âm mũi /ũ/.